# Gene Saks
Gene Saks (* 8. November 1921 in New York City, New York; † 28. März 2015 in East Hampton, New York) war ein US-amerikanischer Theater- und Filmregisseur. Neben seiner Tätigkeit als Regisseur war er vereinzelt auch als Schauspieler tätig.

## Leben
Gene Saks studierte an der Cornell University. Zwischen 1947 und 1949 nahm er Schauspielunterricht am Dramatic Workshop der New Yorker New School for Social Research. Am President Theatre des Dramatic Workshop, der vom deutschen Regisseur Erwin Piscator geleitet wurde, trat er im März 1949 in der amerikanischen Erstaufführung von Wolfgang Borcherts Schauspiel Draußen vor der Tür auf. Zu Saks' Kommilitonen am Dramatic Workshop zählten Elaine Stritch, Walter Matthau und Rod Steiger. Von 1967 bis 1995 realisierte er als Regisseur acht Filmprojekte, darunter die Komödie Ein seltsames Paar (1968). Als Film- und Fernsehschauspieler trat er von 1951 bis zuletzt 1998 in mehr als 25 Produktionen in Erscheinung.
Saks war von 1950 bis 1978 mit der Schauspielerin Beatrice Arthur verheiratet, die er am Dramatic Workshop kennengelernt hatte. Sie hatten zwei Söhne. Sein Sohn Daniel (* 1964) ist als Set Designer, sein zweiter Sohn Matthew (* 1961) als Schauspieler ebenfalls im Filmbusiness tätig. Mit seiner zweiten Frau Keren hatte er eine Tochter, die 1981 geboren wurde. Er starb am 28. März 2015 im Alter von 93 Jahren in seinem Zuhause in East Hampton an den Folgen einer Lungenentzündung.

## Filmografie (Auswahl)
Regisseur
- 1967: Barfuß im Park (Barefoot in the Park)
- 1968: Ein seltsames Paar (The Odd Couple)
- 1969: Die Kaktusblüte (Cactus Flower)
- 1995: Bye Bye Birdie (Fernsehfilm)

Schauspieler
- 1951: Out There (Fernsehserie, eine Folge)
- 1959: Mike Hammer (Fernsehserie, eine Folge)
- 1975: Das Nervenbündel (The Prisoner of Second Avenue)
- 1978: Das charmante Großmaul (The One and Only)
- 1994: I.Q. – Liebe ist relativ (I.Q.)
- 1994: Nobody’s Fool – Auf Dauer unwiderstehlich (Nobody’s Fool)
- 1997: Harry außer sich (Deconstructing Harry)
- 1998: Law & Order (Fernsehserie, eine Folge)

## Auszeichnungen
- 1977: Tony Award als bester Regisseur eines Musicals (I Love My Wife)
- 1983: Tony Award als bester Regisseur eines Bühnenstücks (Brighton Beach Memoirs)
- 1985: Tony Award als bester Regisseur eines Bühnenstücks (Biloxi Blues)